# П'єр Тесту-Бріссі
П'єр Тесту-Бріссі (фр. Pierre Testu-Brissy; 1770  — 1829, Франція) — французький аеронавт, який здобув популярність здійснюючи польоти на повітряних кулях сидячи верхи на коні. Фахово займався повітроплаванням і здійснив понад 50 польотів на повітряній кулі.

## Життєпис

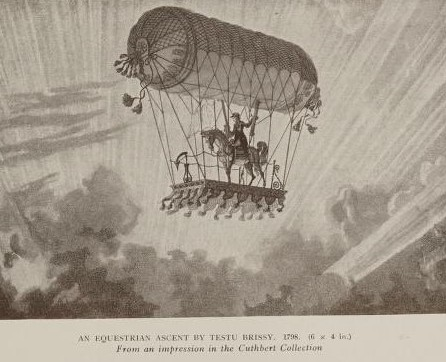
П'єр Тесту-Бріссі летить верхи на коні в містечку Медон (Франція), 1798 рік

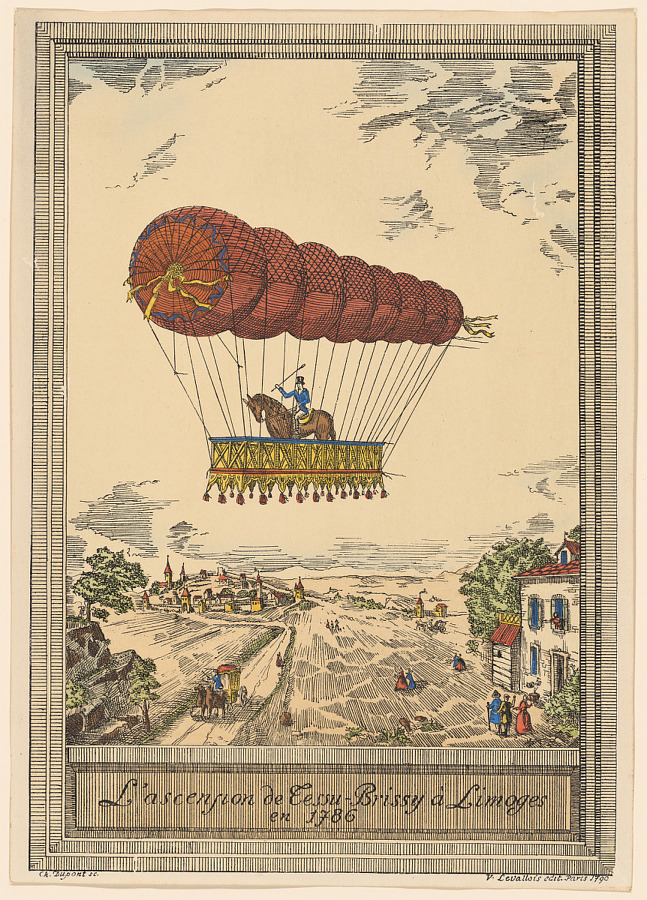
Тесту-Бріссі летить верхи на коні біля Ліможа (Франція), 1786 рік

П'єр Тесту-Бріссі народився в 1770 році у Франції. Про його дитинство, юність й життя до польотів на повітряних кулях відомо небагато. Свій перший політ на повітряній кулі, П'єр здійснив в 1785 році, а вже через рік, 11 травня 1786 року він здійснив перший нічний політ повітряної кулі в Парижі.
Згодом, бажаючи привернути більше уваги до своїх показових виступів, Тесту-Бріссі оголосив, що здійснить рекордний політ і протримається в небі цілих 24 години. Цей політ відбувся 18 червня 1786 року в Парижі, проте тривав він всього 5 годин. Відомий винахідник та вчений Гастон Тіссандьє в своїй праці «History of famous balloons and aeronauts» (1887) так описував політ П'єра Тесту-Бріссі:
|  | Впродовж останніх років вісімнадцятого століття, крім військового застосування натхненними і патріотичними людьми, повітряні кулі продовжували використовувати в національних і військових святах. За три роки до початку Французької революції, Тесту-Бріссі, новий аеронавт, який нещодавно отримав звання фізика, оголосив про свої плани здійснити 24-годинний політ на повітряній кулі. Він збирався використовувати водневу повітряну кулю з веслами для керування, схожу на кулю Жана-П'єра Бланшара. Перший політ Тесту-Бріссі відбувся 18 червня 1786 року. В 16:50 годині він вилетів з Люксембурзького саду і пролетів до Монморансі (приблизно 15 кілометрів на північ від Парижа). Пізніше, він знову злетів і близько 20:00 години приземлився біля Екуана (приблизно за 45 кілометрів на північ від Парижа). |

Під час одного з показових польотів Тесту-Бріссі, його повітряну кулю затягнуло в грозові хмари і він спостерігав за унікальним явищем в атмосфері, яке отримало назву Вогні святого Ельма.
А під час іншого польоту, Тесту-Бріссі притягнули до відповідальності й примусили сплатити збитки за витоптаний урожай на полі, на яке приземлилась його повітряна куля й куди збіглись всі місцеві селяни щоб на неї глянути.
Та найбільш відомим і успішним, став політ П'єра Тесту-Бріссі, який він здійснив 15 жовтня 1798 року в містечку Медон, що за 10 км від Парижа. Унікальним і відомим цей політ зробив кінь, верхи на якому й сидів сам Тесту-Бріссі. Коня було навчено стояти абсолютно нерухомо, незважаючи на навколишнє середовище і звуки які його оточували. Спеціально для польоту, Тесту-Бріссі виготовив велику дерев'яну платформу й прикріпив її до повітряної кулі. Саму ж кулю, зробили об'ємнішою і дещо видовженої форми, щоб вона могла втримати вагу коня й пілота. Політ тривав недовго, але пройшов успішно. Після приземлення, Тесту-Бріссі оголосив глядачам що з ним все гаразд, а от в коня, через значну висоту до якої він не був готовий, трапилась невелика кровотеча з носа і вух.
За все своє життя П'єр Тесту-Бріссі зміг здійснити понад 50 показових польотів на повітряних кулях. Він помер в Парижі в 1829 році.